# Pål Sverre Valheim Hagen

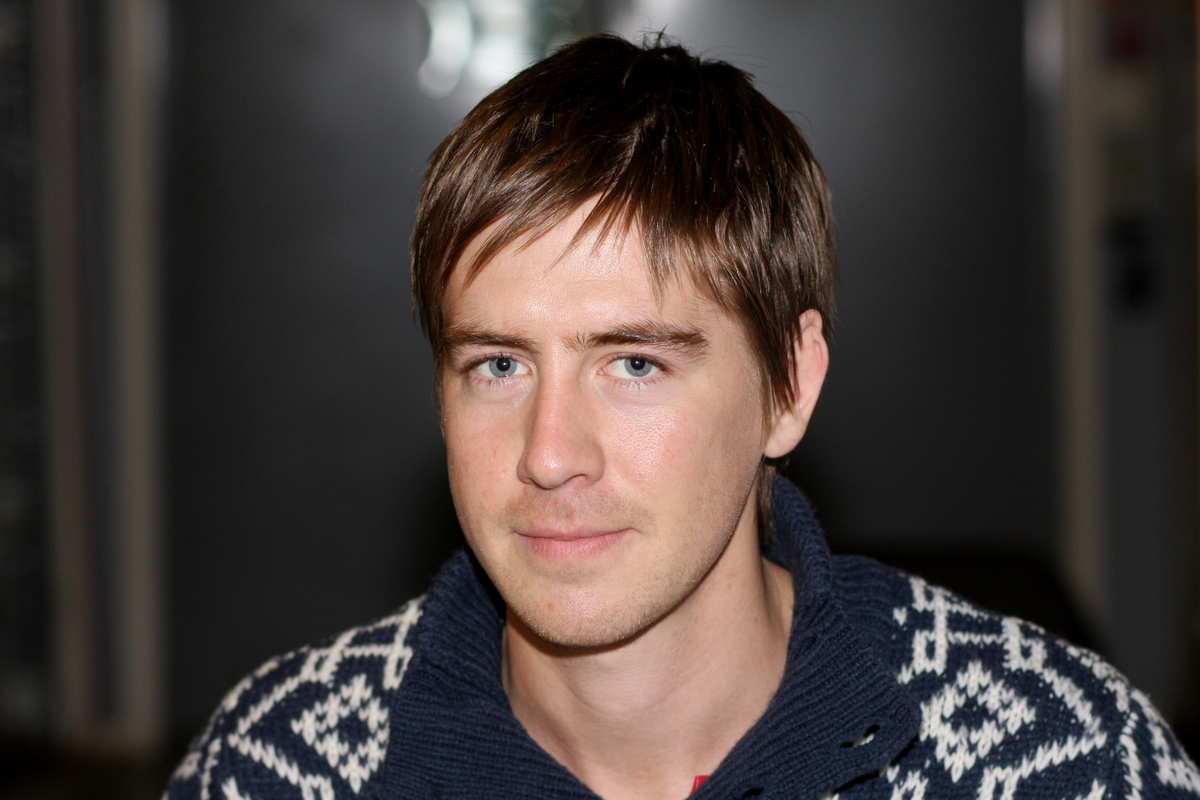
Pål Sverre Valheim Hagen (2010)

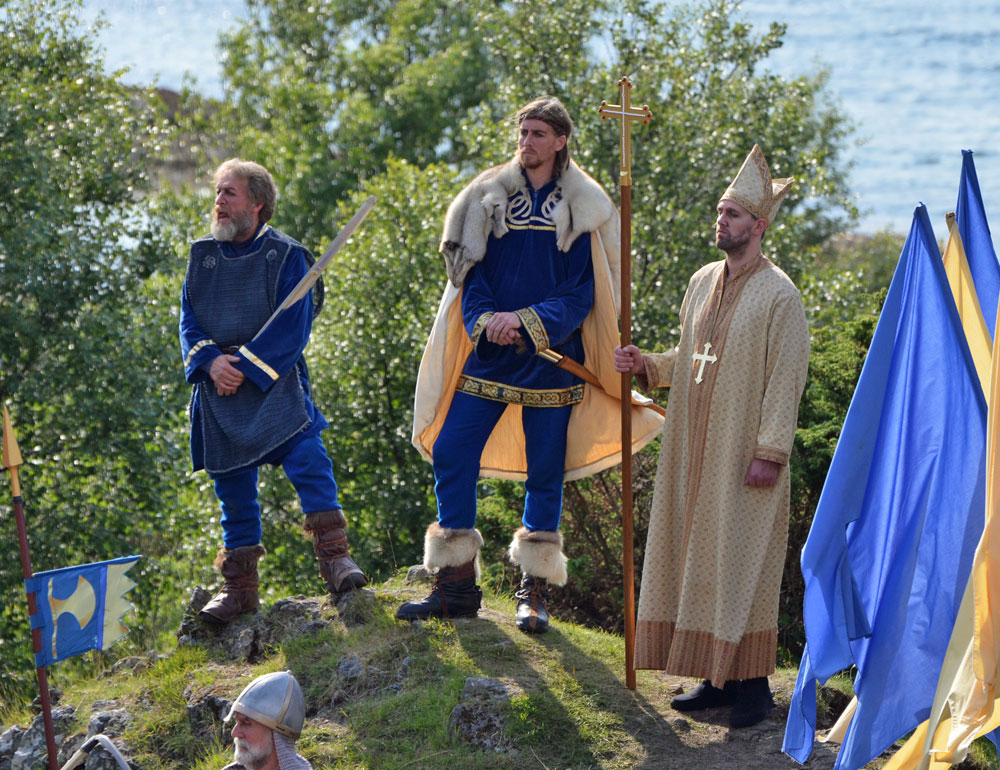
Pål Sverre Valheim Hagen (Bildmitte) als König Olav Haraldson bei den „Herøyspelet Kongens Ring 2013“

Pål Sverre Valheim Hagen (* 6. November 1980 in Stavanger) ist ein norwegischer Film- und Bühnenschauspieler. Bekannt wurde er durch die Kinofilme Max Manus und mit der Rolle des Thor Heyerdahl in dem Oscar-nominierten Kinofilm Kon-Tiki.

## Leben
Pål Sverre Valheim Hagen wurde am 6. November 1980 in Stavanger als Sohn des Cartoonisten Roar Hagen geboren. Im Alter von 19 Jahren zog er nach Nesodden in der Nähe von Oslo und studierte von 2000 bis 2003 an der Statens teaterhøgskole (Staatlichen Theaterhochschule) in Oslo und trat im Anschluss als Schauspieler am Det Norske Teatret auf.

## Filmografie
- 2004: Store studio (Fernsehserie)
- 2004: Wer den Wolf fürchtet (Den som frykter ulven)
- 2006: Sejer – Svarte sekunder (Fernseh-Miniserie)
- 2006: Blokk B (Kurzfilm)
- 2006: Roswell Enterprises (Kurzfilm)
- 2006: Mirakel
- 2008: Lønsj
- 2008: Haus der Verrückten
- 2008: DeUsynlige (Troubled Water)
- 2008: Max Manus
- 2009: Jernanger
- 2009: Amor (Kurzfilm)
- 2011: Ich reise allein (Jeg reiser alene)
- 2010–2011 Buzz Aldrin, wo warst du in all dem Durcheinander (Buzz Aldrin, Fernsehserie, 4 Folgen)
- 2012: Kon-Tiki
- 2013: Dag (Fernsehserie)
- 2013: Drachenkrieger – Das Geheimnis der Wikinger (Gåten Ragnarok)
- 2012: Seile sin egen sjø (Dokumentation)
- 2013: La noche de los Oscar (Fernsehdokumentation)
- 2014: Einer nach dem anderen (Kraftidioten)
- 2016: Erlösung (Flaskepost fra P)
- 2016: Beyond Sleep
- 2016: The Last King – Der Erbe des Königs (Birkebeinerne)
- 2017: What Happened to Monday?
- 2018: Lifeboat
- 2019: Amundsen
- 2019: Pferde stehlen (Ut og stjæle hester)
- 2019: Beforeigners (Fernsehserie)
- 2019–2023: Exit
- 2021: The Middle Man
- 2021: Furia (Fernsehserie)
- 2022: Alle hassen Johan (Alle hater Johan)
- 2022: War Sailor (Krigsseileren)
- 2022: Dag & Nat (Fernsehserie)
- 2024: Lass los (Släpp taget)

## Auszeichnungen
Amandaprisen
- 2013: Bester Darsteller für Kon-Tiki
- 2014: Nominiert als Bester Hauptdarsteller für Einer nach dem anderen
- 2022: Auszeichnung als Bester Hauptdarsteller für The Middle Man[1]
- 2023: Auszeichnung als Bester Hauptdarsteller für War Sailor[2]

Austin Fantastic Fest
- 2013: Nominiert als Bester Darsteller für Kon-Tiki
- 2014: Bester Darsteller für Einer nach dem anderen